# Slovenia Attiva
Slovenia Attiva (Aktivna Slovenija - AS) era un partito politico sloveno.
Nacque da una scissione del Partito della Gioventù di Slovenia (SMS), avvenuta in occasione delle elezioni europee del 2004: i dissidenti affermarono che il modo di prendere decisioni dell'SMS era antidemocratico.
L'8 maggio 2004, nel congresso di Novo Mesto, Franci Kek fu eletto leader del partito.
Al momento della fondazione AS aveva un seggio nell'Assemblea nazionale, perso pochi mesi dopo. Alle elezioni politiche del 2004 il partito ottenne infatti il 3% dei voti, troppo poco per inviare dei rappresentanti in parlamento.
Nel 2007 si fuse con il neonato partito Zares.